# Liste von Adligen namens Margarete
Liste von Adligen namens Margarete
(sortiert nach Geburtsdatum)
- Margareta von Schottland, Königin von Schottland (1046/1047–1093), Heilige  der katholischen und anglikanischen Kirche
- Margarethe Fredkulla (1080er Jahre-1117 oder 1130)
- Margarete von Navarra, Regentin Siziliens (1128–1180)
- Margarete von Frankreich (1158–1197), Tochter von Ludwig VII. von Frankreich
- Margaretha von Schlawe (12. Jahrhundert), Gräfin von Ratzeburg
- Margarete von Schottland, Countess of Kent (um 1193–1259)
- Margarete von Babenberg (1204/05–1266), Ehefrau von König Heinrich und Ehefrau des böhmischen Königs Přemysl Ottokar II.
- Margarete von Hochstaden (1214–1314), Regentin der ehemaligen Grafschaft Hückeswagen
- Margarete von der Provence (1221–1295), Königin von Frankreich (1234–1270)
- Margarete Sambiria (Margarete von Dänemark; ca. 1230–1282)
- Margaretha von Staufen (1237–1270), Tochter des Kaisers Friedrich II.
- Margarete von Burgund (1250–1308), Gräfin von Tonnerre
- Margarete von Brandenburg (1270–1315), Tochter des Markgrafen Albrecht III., als Gemahlin Przemysł II. Königin von Polen
- Margarete von Frankreich (1254–1271), Tochter von Ludwig IX. von Frankreich
- Margarete von Brabant (1276–1311), römisch-deutsche Königin (ab 1309), Frau Heinrichs VII. von Luxemburg
- Margrethe Eriksdatter von Dänemark (1277–1341)
- Margaretha von Berg (etwa 1280– etwa 1340), Gräfin von Ravensberg
- Margarethe von Frankreich (1282–1318), Tochter von Philipp III. von Frankreich
- Margarete von Schottland, Königin von Schottland (1283–1290)
- Margarete von Burgund (1290–1315), Tochter Herzogs Roberts II., Königin von Frankreich
- Margarete von Kleve († nach 1348) (* um 1310), Tochter Dietrichs VII. von Kleve und Ehefrau Adolfs II. von der Mark
- Margarete von Frankreich († 1382) (um 1312–1382), Tochter von Philipp V. von Frankreich
- Margarete von Tirol (1318–1369), letzte Gräfin von Tirol-Görz
- Margarete von Ravensberg-Berg (1320–1389), Erbprinzessin der Grafschaften Berg und Ravensberg
- Margarete von Bayern (1325–1374), Tochter Ludwigs des Bayern und Ehefrau Stephans von Slawonien
- Margarete von Sizilien-Aragon (1331–1377), 2. Ehefrau von Pfalzgraf Rudolf II.
- Margarethe von Durazzo (1347–1412)
- Margarete III. (Margarete von Dampierre; 1350–1405), Herzogin von Burgund
- Margarethe I. (1353–1412), Königin von Dänemark, Norwegen und Schweden
- Margarete von Joinville (1354–1418), Gräfin von Vaudémont, Herrin von Joinville
- Margarete von Bayern (1363–1423), Tochter Albrechts I. von Bayern-Straubing-Holland und Ehefrau Johanns von Burgund
- Margarete von Burgund (1374–1441), Tochter Herzog Philipps des Kühnen, Ehefrau Wilhelms II. von Straubing-Holland
- Margarete von Kleve († 1411) (* um 1375), Tochter Adolfs III. von der Mark und Ehefrau Albrechts I. von Straubing-Holland
- Margarete von der Pfalz (1376–1434), Herzogin von Lothringen
- Margarete von Savoyen (Selige) (1382–1464), Markgräfin von Montferrat sowie Dominikanerin
- Margarete von Burgund (1393–1441), Gräfin von Gien
- Margarete von Österreich (1395–1447), Tochter von Albrecht IV., Ehefrau von Herzog Heinrich XVI. von Bayern
- Margarete von Brandenburg (1410–1465), Prinzessin von Brandenburg, Herzogin zu Mecklenburg und von Bayern-Ingolstadt
- Margaretha von Österreich (1416–1486), Tochter von Herzog Ernst dem Eisernen, Ehefrau von Kurfürst Friedrich II. von Sachsen
- Margarete von Kleve (1416–1444), Tochter Adolfs II. von Kleve-Mark und Ehefrau Wilhelms III. von Bayern-München sowie Ulrichs V. von Württemberg
- Margarete von Anjou (1430–1482), Tochter des Königs Renatus von Anjou und Isabella von Lothringen
- Margarete von Baden (1431–1457)
- Margarethe von Pfalz-Mosbach (1432–1457), Frau des Grafen Reinhard III. von Hanau
- Margarethe von Merwitz († 1469), Äbtissin der vereinigten Stifte von Gernrode und Frose
- Margarete von Braunschweig-Lüneburg (1442–1512), Herzogin zu Mecklenburg-Stargard
- Margarete von Bayern (1442–1479), Tochter Albrechts III. von Bayern-München und Ehefrau Federico Gonzagas
- Margarete von Sachsen (1444–1498), Äbtissin im Klarissenkloster Seußlitz
- Margarete von Sachsen (1449–1501), Kurfürstin von Brandenburg
- Margarete von Brandenburg (1449/50–1489), Prinzessin von Brandenburg, Herzogin von Pommern
- Margarete von Castell († 1491/1492), Pröpstin des Stifts Essen
- Margaretha von Baden (1452–1496), Äbtissin im Kloster Marienau und Lichtenthal
- Margarethe von Hanau (1452–1467), Tochter des Grafen Reinhard III. von Hanau
- Margarete von Brandenburg (1453–1509), Prinzessin von Brandenburg, Äbtissin des Klosters Hof
- Margarete von Pfalz-Zweibrücken (1456–1514), Gräfin von Nassau-Idstein, Äbtissin von Kloster Marienberg
- Margarete von Bayern (1456–1501), Tochter Ludwigs IX. von Bayern-Landshut und Ehefrau Philipps von der Pfalz
- Margarethe von Hanau-Lichtenberg (1463–1504), Tochter des Grafen Philipp I. von Hanau-Lichtenberg
- Margarete von Lothringen (1463–1521), Herzogin von Alençon, Selige
- Margarete von Sachsen (1469–1528), Herzogin von Braunschweig-Lüneburg
- Margarethe von Hanau-Münzenberg (1471–1503), Tochter des Grafen Philipp I. von Hanau-Münzenberg
- Margarethe von Münsterberg (1473–1530), schlesische Prinzessin, Fürstin von Anhalt
- Margarete von Österreich (1480–1530), Statthalterin der habsburgischen Niederlande, Tochter des späteren Kaisers Maximilian I., Ehefrau von Fürst Juan von Asturien und Herzog Philibert II. von Savoyen
- Margarete von Bayern (1480–1531), Tochter Georgs von Bayern-Landshut und Äbtissin in Neuburg an der Donau
- Margarethe von Hanau-Lichtenberg (1486–1560), Tochter des Grafen Philipp II. von Hanau-Lichtenberg
- Margarete von Navarra (1492–1549) (von Navarra)
- Margarete von Anhalt (1494–1521), Herzogin von Sachsen
- Margarethe von Döhlau († 1569), letzte Äbtissin des Klosters Himmelkron
- Margarete von Brandenburg (um 1511 – nach 1571), Tochter Kurfürst Joachims I. von Brandenburg, verheiratet mit 1. Herzog Georg I. von Pommern, 2. Johann IV. von Anhalt
- Margarete von Braunschweig-Wolfenbüttel (1517–1580), Herzogin von Münsterberg, Oels und Bernstadt
- Margarethe von Parma (1522–1586), Statthalterin der habsburgischen Niederlande, Tochter von Kaiser Karl V., Ehefrau von Alessandro de’ Medici Herzog von Florenz und Ottavio Farnese Herzog von Parma
- Margarethe von der Saale (1522–1566 in Spangenberg), zweite Ehefrau von Landgraf Philipp von Hessen
- Marguerite de Valois-Angoulême, duchesse de Berry (1523–1574), Tochter von Franz I. von Frankreich
- Margaretha von der Marck-Arenberg (1527–1599)
- Margaretha von Waldeck (1533–1554), Tochter von Philipp IV. von Waldeck-Wildungen, mögliche Vorlage für die Märchenfigur Schneewittchen
- Margarethe von Österreich (1536–1567), Tochter Ferdinand I., Nonne im Haller Damenstift
- Margarethe von Dietz (1544–1608), älteste Tochter des Landgrafen Philipp des Großmütigen
- Margarete von Valois (1553–1615), Tochter von Heinrich II. von Frankreich
- Margaretha von Österreich (1567–1633), Tochter von Kaiser Maximilian II., Nonne im Kloster de las Descalzas Reales in Madrid
- Margarethe von Braunschweig-Lüneburg (1573–1643), Herzogin von Sachsen-Coburg
- Margarete von Österreich (1584–1611), Tochter von Karl II. Erzherzog von Innerösterreich, Ehefrau von König Philipp III. von Spanien
- Margarete von Savoyen (Prinzessin) (1589–1655), Herzogin von Mantua und Monferrat und Vizekönigin von Portugal
- Margarete Elisabeth von Leiningen-Westerburg (1604–1667), Regentin von Hessen-Homburg
- Margareta I. von Dassel (1606–1667), Abtissin im Kloster Medingen
- Margareta II. von Dassel (1640–1680), Äbtissin im Kloster Medingen
- Margarita Theresa von Spanien (1651–1673), spanische Prinzessin, als Frau von Leopold I. römisch-deutsche Kaiserin
- Margarete von Sachsen (1840–1858), Erzherzogin von Österreich
- Margarethe von Alvensleben (1840–1899), Äbtissin des Klosters Stift zum Heiligengrabe
- Margarethe von Italien (1851–1926)
- Margarethe von Witzleben (1853–1917), Begründerin der Bewegung zur Selbsthilfe und Selbsterfahrung schwerhöriger Menschen in Deutschland
- Margarethe von Bülow (1860–1884), deutsche Schriftstellerin
- Margarethe von Sydow (1869–1945), deutsche Schriftstellerin
- Margarete Sophie von Österreich (1870–1902), Erzherzogin von Österreich und Herzogin von Württemberg
- Margarethe Klementine von Österreich (1870–1955), Tochter von Joseph Karl Ludwig von Österreich, Ehefrau von Fürst Albert von Thurn und Taxis
- Margarethe von Preußen (1872–1954), Landgräfin von Hessen-Kassel
- Margarete von Wrangell (1877–1932), deutsch-baltische Agrikulturchemikerin, erste ordentliche Professorin an einer deutschen Hochschule, Fürstin Andronikow
- Margaret of Connaught (1882–1920), Mitglied der britischen Königsfamilie
- Margaretha von Schweden (1899–1977), schwedische Prinzessin, Prinzessin von Dänemark
- Margarethe von Winterfeldt (1902–1978), erblindete Musikpädagogin und Konzertsängerin
- Margarethe von Oven (1904–1991), Sekretärin im Bendlerblock, Mitwisserin des Attentats vom 20. Juli 1944
- Margaret, Countess of Snowdon (1930–2002), Schwester der Königin Elisabeth II.
- Margrethe II. (* 1940), Königin von Dänemark

Siehe auch:
- Margarete